# 가미야마촌 (후쿠이현)
가미야마촌(神山村)은 후쿠이현 난조군에 있던 촌이다. 현재의 에치젠시에 해당한다. 성립 당시의 이름은 자우스야마촌(茶臼山村)이다

## 역사
- 1889년 4월 1일 - 정촌제 시행에 의해 난조군 자우스야마촌이 성립하였다.
- 1890년 5월 7일 - 가미야마촌으로 개칭되었다.
- 1948년 4월 1일 - 다케후정과 합병해 다케후시가 성립하였다.

## 교통

### 철도
일본국유철도 호쿠리쿠 본선이 구촌 지역을 통과하지만 역은 존재하지 않았다. 

## 참고문헌
- 角川日本地名大辞典 18 福井県